# Hippomedon gorbunovi
Hippomedon gorbunovi är en kräftdjursart som beskrevs av Gurjanova 1929. Hippomedon gorbunovi ingår i släktet Hippomedon och familjen Lysianassidae. Inga underarter finns listade i Catalogue of Life.